# Reprezentacja Belgii U-17 w piłce nożnej mężczyzn
Reprezentacja Belgii U-17 w piłce nożnej jest juniorską reprezentacją Belgii, zgłaszaną przez Koninklijke Belgische Voetbalbond. Mogą w niej występować wyłącznie zawodnicy posiadający obywatelstwo belgijskie, urodzeni w Belgii lub legitymujący się belgijskim pochodzeniem i którzy w momencie przeprowadzania imprezy docelowej (finałów Mistrzostw Europy lub Mistrzostw Świata) nie przekroczyli 17 roku życia.

## Występy w ME U-17
Uwaga: W latach 1982–2001 rozgrywano Mistrzostwa Europy U-16
- 2002: Nie zakwalifikowała się
- 2003: Nie zakwalifikowała się
- 2004: Nie zakwalifikowała się
- 2005: Nie zakwalifikowała się
- 2006: Faza grupowa
- 2007: 3. miejsce
- 2008: Nie zakwalifikowała się
- 2009: Nie zakwalifikowała się
- 2010: Nie zakwalifikowała się
- 2011: Nie zakwalifikowała się
- 2012: Faza grupowa
- 2013: Nie zakwalifikowała się
- 2014: Nie zakwalifikowała się
- 2015: Półfinał
- 2016: Ćwierćfinał

## Historia występów w Mistrzostwach Świata U-17/U-16
| Mistrzostwa Świata U-17 | Mistrzostwa Świata U-17 | Mistrzostwa Świata U-17 | Mistrzostwa Świata U-17 | Mistrzostwa Świata U-17 | Mistrzostwa Świata U-17 | Mistrzostwa Świata U-17 | Mistrzostwa Świata U-17 | Mistrzostwa Świata U-17 |
| Rok                     | Runda                   | Pozycja                 | M                       | Z                       | R*                      | P                       | Br+                     | Br-                     |
| ----------------------- | ----------------------- | ----------------------- | ----------------------- | ----------------------- | ----------------------- | ----------------------- | ----------------------- | ----------------------- |
| 1985                    | Nie zakwalifikowała się | Nie zakwalifikowała się | Nie zakwalifikowała się | Nie zakwalifikowała się | Nie zakwalifikowała się | Nie zakwalifikowała się | Nie zakwalifikowała się | Nie zakwalifikowała się |
| 1987                    | Nie zakwalifikowała się | Nie zakwalifikowała się | Nie zakwalifikowała się | Nie zakwalifikowała się | Nie zakwalifikowała się | Nie zakwalifikowała się | Nie zakwalifikowała się | Nie zakwalifikowała się |
| 1989                    | Nie zakwalifikowała się | Nie zakwalifikowała się | Nie zakwalifikowała się | Nie zakwalifikowała się | Nie zakwalifikowała się | Nie zakwalifikowała się | Nie zakwalifikowała się | Nie zakwalifikowała się |
| 1991                    | Nie zakwalifikowała się | Nie zakwalifikowała się | Nie zakwalifikowała się | Nie zakwalifikowała się | Nie zakwalifikowała się | Nie zakwalifikowała się | Nie zakwalifikowała się | Nie zakwalifikowała się |
| 1993                    | Nie zakwalifikowała się | Nie zakwalifikowała się | Nie zakwalifikowała się | Nie zakwalifikowała się | Nie zakwalifikowała się | Nie zakwalifikowała się | Nie zakwalifikowała się | Nie zakwalifikowała się |
| 1995                    | Nie zakwalifikowała się | Nie zakwalifikowała się | Nie zakwalifikowała się | Nie zakwalifikowała się | Nie zakwalifikowała się | Nie zakwalifikowała się | Nie zakwalifikowała się | Nie zakwalifikowała się |
| 1997                    | Nie zakwalifikowała się | Nie zakwalifikowała się | Nie zakwalifikowała się | Nie zakwalifikowała się | Nie zakwalifikowała się | Nie zakwalifikowała się | Nie zakwalifikowała się | Nie zakwalifikowała się |
| 1999                    | Nie zakwalifikowała się | Nie zakwalifikowała się | Nie zakwalifikowała się | Nie zakwalifikowała się | Nie zakwalifikowała się | Nie zakwalifikowała się | Nie zakwalifikowała się | Nie zakwalifikowała się |
| 2001                    | Nie zakwalifikowała się | Nie zakwalifikowała się | Nie zakwalifikowała się | Nie zakwalifikowała się | Nie zakwalifikowała się | Nie zakwalifikowała się | Nie zakwalifikowała się | Nie zakwalifikowała się |
| 2003                    | Nie zakwalifikowała się | Nie zakwalifikowała się | Nie zakwalifikowała się | Nie zakwalifikowała się | Nie zakwalifikowała się | Nie zakwalifikowała się | Nie zakwalifikowała się | Nie zakwalifikowała się |
| 2005                    | Nie zakwalifikowała się | Nie zakwalifikowała się | Nie zakwalifikowała się | Nie zakwalifikowała się | Nie zakwalifikowała się | Nie zakwalifikowała się | Nie zakwalifikowała się | Nie zakwalifikowała się |
| 2007                    | Faza grupowa            | 19.                     | 3                       | 1                       | 0                       | 2                       | 3                       | 6                       |
| 2009                    | Nie zakwalifikowała się | Nie zakwalifikowała się | Nie zakwalifikowała się | Nie zakwalifikowała się | Nie zakwalifikowała się | Nie zakwalifikowała się | Nie zakwalifikowała się | Nie zakwalifikowała się |
| 2011                    | Nie zakwalifikowała się | Nie zakwalifikowała się | Nie zakwalifikowała się | Nie zakwalifikowała się | Nie zakwalifikowała się | Nie zakwalifikowała się | Nie zakwalifikowała się | Nie zakwalifikowała się |
| 2013                    | Nie zakwalifikowała się | Nie zakwalifikowała się | Nie zakwalifikowała się | Nie zakwalifikowała się | Nie zakwalifikowała się | Nie zakwalifikowała się | Nie zakwalifikowała się | Nie zakwalifikowała się |
| 2015                    | 3. miejsce              | 3.                      | 7                       | 4                       | 1                       | 2                       | 9                       | 8                       |
| Łącznie                 | 2/16                    | -                       | 10                      | 5                       | 1                       | 4                       | 12                      | 14                      |

*Jako remisy liczone są także spotkania fazy pucharowej rozstrzygnięte po rzutach karnych.